# Francisco Bass
Francisco Bass (Santiago del Estero, 27 gennaio 1981) è un attore argentino.

## Biografia
Francisco Bass, figlio di un musicista rock e di una cantante, ha studiato recitazione con Carlos Gandolfo, celebre regista argentino ed insegnante, scomparso nel 2005 per un cancro. Ha debuttato nel 2000 all'età di diciannove anni recitando un piccolo ruolo in un episodio del serial Verano del '98. Ha avuto altri ruoli minori, compresa una partecipazione nel 2005 al film cinematografico Géminis di Albertina Carri.
Nel 2003 ha fatto parte del cast della telenovela Rebelde Way, dove ha interpretato il ruolo di Francisco Blanco, uno studente che entra nell'Elite Way School grazie a uno borsa di studio. Inoltre ha fatto parte del cast El refugio nel 2006, dove ha interpretato la parte di Fran, un panettiere, insieme ai colleghi di Rebelde Way: María Fernanda Neil, Jorge Maggio, Piru Sáez e Belén Scalella. Mentre nel 2008, recita il ruolo di Bruno uno dei protagonisti della serie Amas de casa desesperadas. Recita anche nella serie argentina Sueña conmigo. Nel 2010 ha preso parte alla serie televisiva italiana Le due facce dell'amore.

## Filmografia

### Cinema
- Géminis, regia di Albertina Carri (2005)
- Utopía, regia di Jorge Vilela e Gino Tassara (2018)
- A oscuras, regia di Victoria Chaya Miranda (2019)

### Televisione
- Verano del '98 – serial TV (2000)
- Tiempo final – serie TV (2001)
- Rebelde Way – serial TV (2003)
- Panadería los Felipe – serie TV (2004)
- El patrón de la vereda – serial TV (2005)
- El refugio – serial TV (2006)
- Sos mi vida – serial TV (2006)
- Romeo y Julieta – serial TV (2007)
- Amas de casa desesperadas – serie TV (2007)
- Enseñame a vivir – serie TV (2009)
- Le due facce dell'amore – serie TV (2010)
- Sueña conmigo – serial TV (2010-2011)
- 30 días juntos – serial TV (2012)
- Historias de diván – miniserie TV (2013)
- La rosa de Guadalupe – serie TV (2014-2014)
- El regreso de Lucas – serie TV (2016)
- Por amar sin ley – serie TV (2018-2019)
- Adentro – webserie (2020)
- Cielo grande – serie TV (2022)

## Doppiatori italiani
Nelle versioni in italiano dei suoi film, Francisco Bass è stato doppiato da:
- Alessandro Ward e Gianluca Cortesi in Rebelde Way[3]
- Alessio Nissolino in El refugio[4]
- Stefano Crescentini in Le due facce dell'amore
- Andrea Lopez in Cielo Grande